# Момбин пурпурный

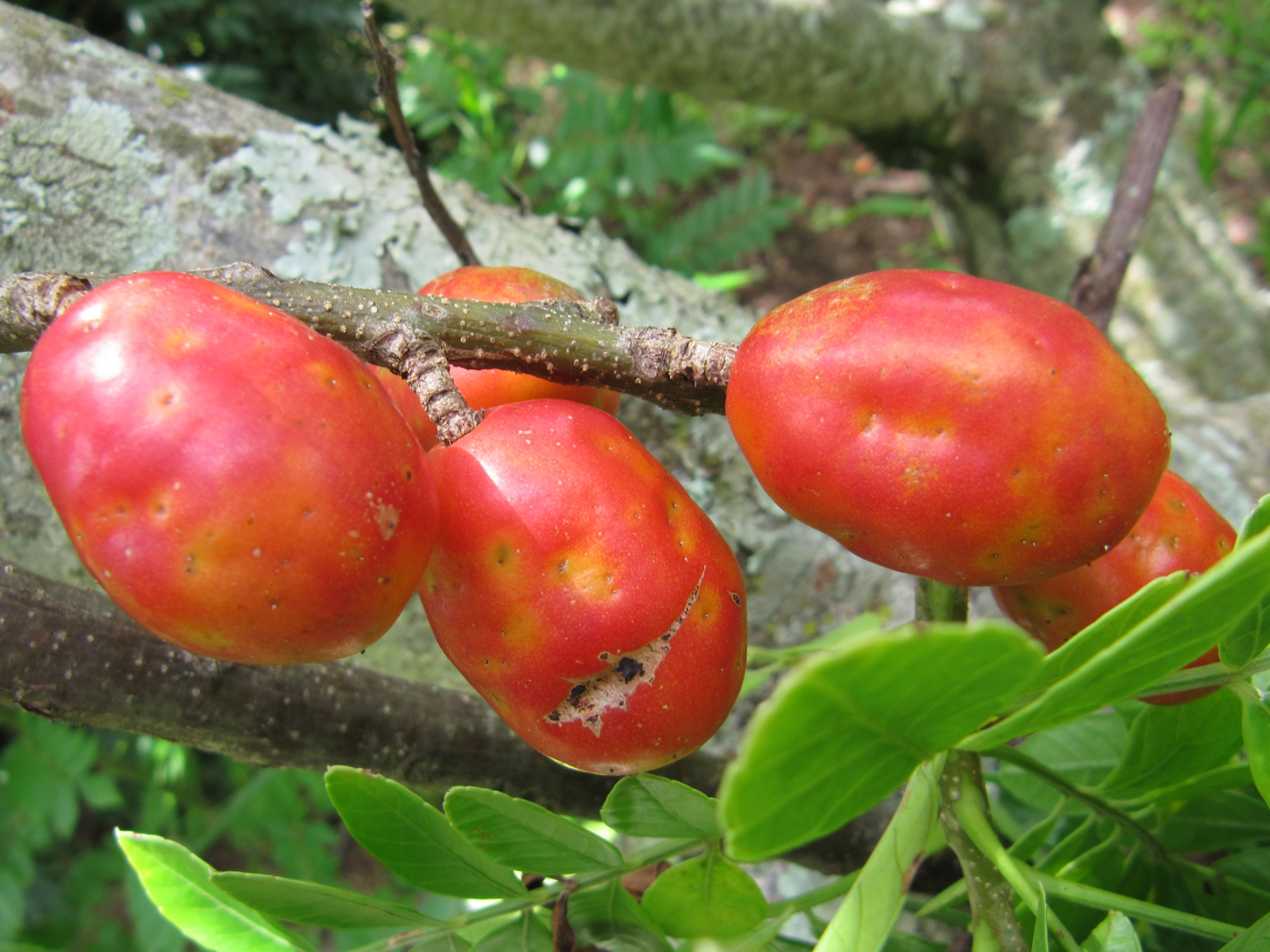
Плоды момбина пурпурного

Момби́н пурпу́рный, или мексика́нская сли́ва (лат. Spondias purpurea, исп. jocote) — плодовое дерево семейства Anacardiaceae, или Сумаховые.

## Ботаническое описание
Пурпурный момбин — маленькое листопадное низкоразветвлённое дерево высотой 7,5—15 метров.
Листья длиной 12—25 см, сложные, непарноперистые, состоят из 5—19 листочков от яйцевидной до ланцетовидной формы, длиной 2—4 см, с очень короткими черешками. Молодые листья имеют красный цвет, затем становятся тёмно-зелёными.
Цветки мелкие, красные или фиолетовые, собраны в метёлки длиной до 4 см.
Плоды — костянки овальной или яйцевидной формы, длиной 2,5—5 см, имеют фиолетовую, жёлтую, оранжевую или красную окраску. Кожура тонкая, блестящая. Внутри содержится жёлтая волокнистая сочная кислая мякоть с богатым ароматом. Косточка твёрдая, желтовато-коричневая, с продольными бороздками.

## Распространение
Пурпурный момбин встречается как в диком виде, так и в культуре на островах Карибского моря и на всём протяжении от Центральной Мексики до Перу и Бразилии. В настоящее время культивируется также в Венесуэле, Нигерии и на Филиппинах.

## Использование
Плоды пурпурного момбина едят в сыром виде и используют для консервирования. Отвар из коры используют для лечения диареи и метеоризма.